# Mikha Angelo
Mikha Angelo (nacido el 8 de noviembre de 1997, Yakarta) es un cantante de Indonesia. Se hizo conocer como uno de los finalistas de la primera temporada de Factor X Indonesia. Se unió a la categoría de Boys yang dirigida por Anggun C. Sasmi. En el evento, Mikha fue conocido como cantante-instrumentista por su capacidad de tocar varios instrumentos musicales. También por componer y organizar canciones a su estilo musical a una edad temprana. A pesar de que no logró llegar a la gran final, se detuvo en cuatro puesto, Mikha fue el primer concursante en conseguir un contrato discográfico después de Factor X Indonesia. Form+p parte de una banda musical junto con dos hermanos llamados Mada Emmanuelle y Reuben Nathaniel, que se unieron al grupo The Overtunes, lanzados la discográfica Sony Music.

## Factor X Indonesia
| Episodio             | Tema                               | Canción                                    | Artista                     | resultado  |
| -------------------- | ---------------------------------- | ------------------------------------------ | --------------------------- | ---------- |
| Audisi               | Pilihan Peserta                    | Lost                                       | Michael Buble               | Lolos      |
| Bootcamp 3           | Penampilan Solo                    | Mind Trick                                 | Jamie Cullum                | Lolos      |
| Judges Home Visit    | Pilihan Peserta                    | More Than This                             | One Direction               | Lolos      |
| Showcase             | Pilihan peserta                    | Gravity                                    | John Mayer                  | Lolos      |
| 13 Besar             | Mentor's Choice                    | Baby One More Time                         | Britney Spears              | Lolos      |
| 12 Besar             | Song's from my Mentor's            | Jadi Milikmu (Crazy)                       | Anggun C. Sasmi             | Lolos      |
| 11 Besar             | My Favourite Song                  | The A Team                                 | Ed Sheeran                  | 3 Terbawah |
| 10 Besar             | The 90's Hits                      | Ordinary World                             | Duran Duran                 | Lolos      |
| 9 Besar              | Mega Hits Indonesia                | Sempurna                                   | Andra and The BackBone      | Lolos      |
| 8 Besar              | My Musical Inspiration             | Love Of My Life                            | Queen                       | Lolos      |
| 7 Besar              | Hits of the Century                | Viva La Vida                               | Coldplay                    | 2 Terbawah |
| Save Me Song 7 Besar | Bebas                              | I Won't Give Up                            | Jason Mraz                  | Lolos      |
| 6 Besar              | East Meets West                    | Lilin Lilin Kecil What Makes You Beautiful | Chrisye One Direction       | Lolos      |
| 5 Besar              | Woman's Day                        | Mimpi Jika                                 | Anggun dengan Melly Goeslow | 2 Terbawah |
| 5 Besar              | Mentor's Choice & Movie Soundtrack | Separuh Aku A Thousand Years               | Noah Christina Perri        | 3 Terbawah |
| 4 Besar              | Night of the Superstars            | Crazy Love Mungkin Nanti                   | Michael Buble Noah          | Eliminasi  |